# Andriej Kołmogorow
Andriej Nikołajewicz Kołmogorow (ros. Андре́й Никола́евич Колмого́ров; ur. 12 kwietnia?/25 kwietnia 1903 w Tambowie, zm. 20 października 1987 w Moskwie) – rosyjsko-radziecki matematyk, laureat Nagrody Wolfa w matematyce (1980) i innych wyróżnień, Bohater Pracy Socjalistycznej (1963).
Kołmogorow to twórca współczesnej teorii prawdopodobieństwa. Rozwijał też topologię, logikę, teorię złożoności obliczeniowej, analizę harmoniczną i mechanikę klasyczną – w szczególności badania turbulencji.

## Życiorys
Studiował na Uniwersytecie Moskiewskim, który ukończył w 1925. Przez kolejne 4 lata kontynuował tam badania naukowe, głównie pod kierunkiem Nikołaja Łuzina i doktoryzował się w 1929. Został zatrudniony na Uniwersytecie Moskiewskim, gdzie mianowano go profesorem w 1931.
W 1957 razem z Władimirem Arnoldem rozwiązał 13. problem Hilberta.
W 1956 r. został członkiem zagranicznym PAN. 14 maja 1958 Uniwersytet Warszawski przyznał mu tytuł doktora honoris causa, od 1963 był członkiem zagranicznym Królewskiej Holenderskiej Akademii Sztuk i Nauk.
Prawdopodobnie był homoseksualistą (jego partnerem był Pawieł Aleksandrow), o czym wiedziały władze. Z tego względu mógł być przez nie szantażowany, co tłumaczyłoby fakt, że zawsze ostentacyjnie popierał linię partyjną (m.in. w 1974 potępił Sołżenicyna).
Jego uczniem i współpracownikiem był Boris Gniedenko.